# Незнакомка (сериал)
«Незнакомка» (англ. The Stranger) — британский восьмисерийный мини-сериал в жанре мистического триллера, основанный на одноимённом романе Харлана Кобена 2015 года. Главные роли в сериале исполнили Ричард Армитидж, Шивон Финнеран и Ханна Джон-Кеймен. Премьера на Netflix состоялась 30 января 2020 года.

## Сюжет
Таинственная незнакомка раскрывает Адаму Прайсу страшную тайну, которая разрушительным образом влияет на его, казалось бы, идеальную жизнь, и его супруга Коринн вскоре бесследно исчезает.

## Актёры и персонажи

### В главных ролях
- Ричард Армитидж — Адам Прайс, муж Коринн Прайс и отец Томаса и Райана. Таинственная женщина в бейсболке рассказывает Адаму историю о фальшивой беременности его жены, что оказывается правдой. Коринн исчезает после того, как присылает Адаму сообщение о том, что ей нужно немного времени.
- Шивон Финнеран — сержант Джоанна Гриффин, которой первоначально поручили дело, связанное с обезглавливанием альпаки. По мере развития сериала она узнает о связи между Незнакомкой и другими делами, которыми она занимается. Она берётся за дело, связанное с исчезновением Коринн, а также за расследование убийства своей подруги Хайди Дойл.
- Дженнифер Сондерс — Хайди Дойл, владелица кондитерской, которая узнает от Незнакомки, что её дочь занимается проституцией. Незнакомка вымогает у Хайди деньги, в противном случае угрожая раскрыть тайну её дочери. Позже к Хайди обращается Патрик Кац, который утверждает, что расследует дело ее дочери, но оказывается, что он преследует Незнакомку. Конфронтация Хайди с Патриком приводит к её убийству.
- Шон Дули — Даг Трипп, давний друг и сосед Адама, который помогает Коринн управлять местным детским футбольным клубом. Адам узнаёт, что Коринн позвонила Дагу вскоре после того, как Адам рассказал ей об обвинениях Незнакомки.
- Пол Кэй — Патрик Катц, полицейский, который преследует Незнакомку и убивает Хайди Дойл. Патрик пытается сделать все возможное, чтобы следователи не обнаружили его причастности к убийству Хайди.
- Дервла Кирван — Коринн Прайс, жена Адама Прайса, мать Райана и Томаса Прайсов. Два года назад она притворялась беременной и сымитировала выкидыш; этот секрет Незнакомка рассказала её мужу. Данная информация оказывает разрушительное воздействие на семью Прайсов, и в результате Коринн пропадает без вести. Как позже выяснилось беременность она сымитировала, чтобы удержать мужа, который хотел уйти к любовнице.
- Кадифф Кирван[англ.] — констебль Уэсли Росс, который помогает Джоанне Гриффин в расследовании дел об обезглавливания альпаки и голом подростке, найденном у озера.
- Джейкоб Дудман — Томас Прайс, старший сын Адама и Коррин Прайс и старший брат Райана Прайса. Друг Дейзи Хой и Майка Триппа.
- Элла-Рэй Смит — Дейзи Хой, возлюбленная Томаса и старшая сестра Эллы Хой.
- Брэндон Феллоуз — Майк Трипп, друг Томаса, которому Дейзи дала наркотики на вечеринке.
- Миша Хэндли — Райан Прайс, младший сын Адама и Коринн Прайс, младший брат Томаса Прайса. Томас играет в футбол, когда к его отцу Адаму в спортклубе обращается Незнакомка.
- Ханна Джон-Кеймен — Незнакомка, женщина лет 30, которая носит бейсболку. Она узнает грязные секреты людей, выходит на них и вымогает деньги, угрожая раскрыть их семье или близким друзьям нежелательную информацию, что в дальнейшем сыграло с ней жёсткую шутку.
- Стивен Ри — Мартин Киллейн, частный детектив на пенсии, которого Адам Прайс представляет на процессе по защите его дома от сноса застройщиком.
- Энтони Хэд — Эдгар Прайс, отец Адама, застройщик, чьи отношения с сыном не складываются как на личном, так и на профессиональном уровне, Адам не может простить отца, что тот изменял его матери, но в дальнейшем отметил, что весь в него.

## Эпизоды
| № общий | № в сезоне | Название                      | Режиссёр      | Автор сценария    | Дата премьеры  |
| --- | ---------- | ----------------------------- | ------------- | ----------------- | -------------- |
| 1 | 1          | «Первая серия» «Episode 1»    | Дэниэл О’Хара | Дэнни Броклхёрст  | 30 января 2020 |
| К Адаму Прайсу на футбольном матче с участием его сына подсаживается молодая женщина в бейсболке и рассказывает, что два года назад его жена Коринн симулировала свою беременность и последующий выкидыш, и предлагает Адаму сделать ДНК-тест детей. Вечером его сын Томас отправляется на вечеринку со своими друзьями Майком и Дейзи. После того как утром в городе находят труп обезглавленной альпаки, полицейские Джоанна Гриффин и Уэсли Росс едут на соседнюю ферму и беседуют с управляющей о пропавшем животном. На обратном пути они замечают в лесу раскиданную одежду и обувь, после чего на берегу озера обнаруживают Данте, одноклассника Томаса, который голым без сознания лежит на земле. Адам делится с женой информацией, полученной от Незнакомки. Коринн предлагает обсудить это позже вечером, но так и не появляется дома, прислав сообщение о том, что ей нужно время. |            |                               |               |                   |                |
| 2 | 2          | «Вторая серия» «Episode 2»    | Дэниэл О’Хара | Мик Форд          | 30 января 2020 |
| К лучшей подруге Джоанны, владелице кондитерской Хайди Дойл приходят Незнакомка и её подруга, которые сообщают, что её дочь Кимберли связана с эскорт-сайтом FindYourSugarBaby.com. Они вымогают у неё деньги, в противном случае угрожая разрушить профессиональное будущее дочери. Адам ведет судебное дело бывшего полицейского по имени Мартин Киллейн, который не хочет, чтобы его выселяли из дома, и узнает, что его родной отец Эд входит в совет директоров компании по застройке земли. Тем временем Адам по-прежнему не получает никаких известий от Коринн. Адам узнает от матери Дейзи Вики (учительницы школы, как и Коринн), что учащиеся школы получили обнаженные фотографии её младшей дочери Эллы. Выясняется, что Майк обезглавил альпаку, находясь под воздействием наркотиков, поэтому он, Томас и Дейзи замышляют избавиться от отрубленной головы животного. Однако полиция отслеживает их передвижения через телефон Данте. Майка арестовывают, а Томас и Дейзи убегают. В кондитерскую Хайди приходит мужчина (Кац), который утверждает, что он полицейский, расследующий дело о шантаже. После того, как она передает ему улики, которые оставила ей Незнакомка, он стреляет в неё. |            |                               |               |                   |                |
| 3 | 3          | «Третья серия» «Episode 3»    | Дэниэл О’Хара | Карла Хром        | 30 января 2020 |
| Незнакомка приходит к женщине по имени Микаэла и сообщает, что порнозапись с её участием разместил в Интернете её нынешний жених, а не бывший парень. Тренер сына Адама по футболу и отец другого игрока, работающий полицейским, приезжают в дом Адама, чтобы поговорить с Коринн о деньгах, украденных у футбольного клуба, где она являлась казначеем. От Коринн по-прежнему нет никаких вестей. Полиция допрашивает Майка о голове альпаки и вечеринке в ночь, когда Данте был ранен. Полиция посещает дом Данте в поисках улик и находит фотографии Дейзи, приклеенные к стене. На его компьютере они находят много видео с Коринн. Дейзи признается Томасу, что она подмешала Майку «ангельскую пыль» в марихуану в качестве мести за то, что он разместил в Интернете фотографии её обнажённой младшей сестры. С помощью Киллейна Адам продолжает изучать версии, связанные с местонахождением Коринны. Используя приложение для слежения за телефоном, Томас и Райан находят координаты телефона их матери. После неоднократных неудачных попыток связаться с подругой Джоанна обнаруживает в кафе тело Хайди. |            |                               |               |                   |                |
| 4 | 4          | «Четвёртая серия» «Episode 4» | Ханна Квинн   | Дэниэл Блоклхёрст | 30 января 2020 |
| Незнакомка напоминает Эду о его былых любовных похождениях и сообщает, что у него есть ребёнок, о котором он не знает. После того как Эд требует доказательств, она сбегает из кафе. Полиция начинает расследование убийства Хайди. Джоанна просит Уэса скрыть факт её знакомства с Хайди, чтобы она могла заниматься этим делом. Адам встречается с отцом Майка Дагом, узнав, что в день своего исчезновения Коринн тайком звонила ему по телефону. Даг заявляет Адаму, что звонок касался денег, украденных из футбольного клуба, и что Коринн требуется время, чтобы разобраться в ситуации и доказать свою невиновность. На месте убийства Кац пытается свалить подозрение на мужа Хайди или грабителя и добровольно вызывается изучить видеозаписи с камер наблюдения. Томас и Райан сообщают Адаму, что отследили телефон Коринн, и они втроем вместе с Киллейном отправляются на поиски, но в итоге находят телефон брошенным на мосту. Адам наконец сообщает в полицию о пропаже Коринн. Кимберли рассказывает Джоанне о попытке шантажа Хайди. Оливия, одноклассница Майка, Дейзи и Томаса, падает в обморок во время футбольного матча. Кац, отец Оливии, спешит к ней в больницу. Уэс и Джоанна, будучи не в курсе, что Коринн пропала, отправляются в дом Прайсов, чтобы поговорить с ней, поскольку найденная в кафе улика свидетельствует о том, что Коринн была на месте убийства Хайди. |            |                               |               |                   |                |
| 5 | 5          | «Пятая серия» «Episode 5»     | Ханна Квинн   | Шарлотта Кобен    | 30 января 2020 |
| Незнакомка посещает стадион, где вымогает 10 000 фунтов у отца молодого спортсмена, принимающего стероиды. Мужчина нападает на неё, но подруга спасает её с помощью электрошокера. Джоанна сообщает Адаму, что в кафе, где была убита Хайди, найден школьный ключ-брелок Коринн. В свою очередь Адам рассказывает Джоанне о разговоре с Незнакомкой, приведшим к исчезновению Коринн, и о других жертвах, о которых ему известно. Томас и Майк идут к Дейзи, и Майк ссорится с ней из-за её убежденности в том, что именно он распространил фотографии обнаженной Эллы. Когда Майк убедительно доказывает свою невиновность, Дейзи признаётся, что дала ему ангельскую пыль во время рейва, и признаётся, что обвинения в адрес Майка выдвинула Оливия. Они идут навестить Оливию, но её мать лжёт, утверждая, что Оливия всё ещё находится в больнице. Незнакомка и её подруга удивляются, почему Хайди до сих пор не заплатила им, и узнают из Интернета, что она была убита, после чего решают свернуть свою деятельность. Кац сообщает Джоанне, что не начинал расследование по делу о пропаже Коринн. Киллейн звонит Адаму и информирует, что нашёл сообщницу Незнакомки Ингрид Присби, на имя которой зарегистрировано детективное агентство. Адам и Даг приезжают в офис Ингрид, которая занимается уничтожением улик, но охрана не пускает их внутрь. Томас, Майк и Дейзи становятся свидетелями того, как мать Оливии выбрасывает шприцы и коробки от крысиного яда в мусорный бак соседа. Эд навещает Киллейна, ещё раз призывая его смириться с выселением и переехать, поскольку распоряжение о сносе дома принято. Адам и Киллейн становятся свидетелями того, как во время разборки квартиры Киллейна обнаруживают труп. |            |                               |               |                   |                |
| 6 | 6          | «Шестая серия» «Episode 6»    | Ханна Квинн   | Мик Форд          | 30 января 2020 |
| В тюрьме Киллейн признаётся Адаму, что много лет назад убил свою жену за угрозу уйти от него и забрать их ребёнка. Кац навещает Пауэров, супругов, владеющих компанией Ethical Share, разработчиком инвестиционного мобильного приложения. Выясняется, что Кац является главой службы безопасности предприятия. Кац сообщает, что улики, которые он получил от Хайди, доказывают, что Пауэрс состоял в интимных отношениях с Кимберли. Адам рассказывает Джоанне о признании Киллейна. Джоанна сообщает ему, что найдена машина Коринн; на заднем сиденье они находят одну из сережёк Коринн. Томас приходит к Оливии, она признается Томасу, что это она, а не Майк, отправила фотографии с телефона Эллы. Адам рассказывает Джоанне об Ингрид. Уэс посещает пустой офис Ингрид. Расспрашивая работников кафе о последних днях жизни Хайди, Джоанна узнает о встрече Хайди с Незнакомкой и Ингрид на парковке; она просит Уэса достать видеозаписи с камер наблюдения. Джоанна показывает видео Кимберли, которая признается в своей связи с сайтом «Сладкие крошки» и в том, что её мать шантажировали. Майк вспоминает, как в ночь рейва убил альпаку лопатой, а также то, что Данте ушёл в лес с Дейзи. Адам рассказывает Эду об исчезновении Коринн. Томас разговаривает с Оливией о её постоянных болезнях и рассказывает о крысином яде. |            |                               |               |                   |                |
| 7 | 7          | «Седьмая серия» «Episode 7»   | Дэниэл О’Хара | Дэниэл Блоклхёрст | 30 января 2020 |
| Томас сообщает Кацу о своих подозрениях, что Оливию травит её мать, поэтому Кац прячет дочь в квартире тёти. Данте приходит в сознание в больнице и рассказывает Джоанне, что Дейзи убежала в лес с его одеждой после приглашения искупаться в озере. После этого голого Данте начал с топором преследовать Макс Боннер, сторож спортивного клуба. Джоанна и Уэс допрашивают Макса, который утверждает, что всего лишь рубил дрова и не причинил никакого вреда Данте, который просто споткнулся и упал. Эд приводит к Адаму частного детектива Питера Инса, чтобы тот помог в поисках Коринн. Адам рассказывает Эду и Питеру о фальшивой беременности Коринны, о своей интрижке на стороне и о Незнакомке. Эд признаётся, что Незнакомка приходила и к нему. Поскольку Адам встретил Незнакомку в больнице, в которую попал Киллейн после попытки самоубийства, Эд предполагает, что эти двое связаны. Эд, Питер и Адам начинают перебирать вещи из квартиры Киллейна, которые компания Эда хранит на складе. Джоанна отдаёт дань памяти Хайди на её поминках, в то время как Уэс изучает улики по делу. Джоанна приходит к Кацу домой, и он рассказывает об отравлении своей дочери. Уэс звонит Джоанне и по громкой связи сообщает, что нашел видеозапись, на которой видно, как Кац идёт на место убийства. Кац нападает на Джоанну, которая запирается в ванной, в то время как Уэс и другие полицейские мчатся на место преступления. Кац достает пистолет и признается Джоанне в убийстве Хайди. Адам находит совместную фотографию Киллейна с Незнакомкой. Незнакомка возвращается в больницу, входит в палату Киллейна и называет его отцом. |            |                               |               |                   |                |
| 8 | 8          | «Восьмая серия» «Episode 8»   | Дэниэл О’Хара | Дэниэл Блоклхёрст | 30 января 2020 |
| Бывшая жена Каца Лейла приходит к нему домой и требует сообщить, где он прячет Оливию. Кац нападает на Лейлу, которая зовёт на помощь, а Джоанна убегает в соседний дом. Кац берёт машину Лейлы и уезжает. Питер находит домашний адрес Незнакомки (Кристин Киллейн). Адам звонит Джоанне, телефон которой находится у Каца, и сообщает, что Незнакомка опознана и обещает отправить координаты её квартиры после прибытия на место. Адам входит в многоквартирный дом, где после нападения Ингрид теряет сознание. Он приходит в себя в квартире Незнакомки, прикованный цепью к столу. Незнакомка рассказывает, что Киллейн не является её биологическим отцом, и что она — сводная сестра Адама: у Эда Прайса был роман с её матерью в тайне от жены. Кац врывается в квартиру с пистолетом и стреляет Ингрид в живот. Адам освобождается от цепей и нападает на Каца. Когда Кац стреляет в Адама, Кристина пытается защитить его и получает пулю в спину. Прибывает полиция, и Джоанна арестовывает Каца за убийство Хайди. Кристин госпитализируют; Ингрид умирает от полученных ран. Кристина признается Адаму, что её нанял футбольный тренер Боб, хотевший накопать компромат на Коринн. Боб в свою очередь рассказывает Адаму, что Даг утверждает, что Коринн украла деньги из футбольного клуба и намеревалась повесить кражу на него. Адам едет домой к Дагу и выясняет, что это Даг украл деньги и отправлял сообщения с телефона Коринны после её исчезновения. Адам угрожает Дагу пистолетом, который Кристин передала ему в больнице, и тот в страхе предлагает Адаму отвезти его к Коринн. Джоанна приезжает в школу, чтобы с помощью трекера на телефоне Томаса определить местонахождение Адама. Прибыв на место, Даг признается, что убил Коринн ударом молотка по голове, чтобы правда о краже не вышла наружу. Адам обнаруживает труп жены в неглубокой могиле. Адам несколько раз стреляет в Дага и убивает его; Джоанна становится свидетельницей произошедшего. В эпилоге, действие которого происходит шесть месяцев спустя, Джоанна воссоединяется с Филиппом после выхода на пенсию и посещает один из футбольных матчей Райана; Эд также присутствует на матче. Боб тренирует, Данте снимает матч, Томас и Дейзи встречаются, Кристин находится в бегах, а из флешбэка выясняется, что Джоанна скрыла доказательства убийства Дага Адамом и повесила смерть Дага на Каца, которому принадлежал пистолет. В финальной сцене Кристин издалека наблюдает за футбольным матчем. |            |                               |               |                   |                |

## Производство
В январе 2019 года было объявлено, что Netflix заказал восьмисерийный мини-сериал «Незнакомка», основанный на одноимённом романе Харлана Кобена 2015 года, а роль главного героя сыграет Ричард Армитидж. В марте 2019 года к основному актёрскому составу присоединились Шивон Финнеран, Ханна Джон-Кеймен, Дженнифер Сондерс, Энтони Хэд и Стивен Ри.